# Оператори в C та C++
Тут наведено перелік операторів, що використовуються у мовах програмування C й C++. Усі наведені оператори присутні у C++. Якщо оператор також використовується у мові С, це буде відмічено у стовпчику "Присутній у С". Стовпчик "Можливість перевантаження" має сенс лише для мови C++, оскільки C не підтримує перевантаження операторів.
За відсутності перевантаження, для операторів &&, ||, та , (оператор кома), існує точка перебігу після обчислення першого операнду.
C++ також містить наступні оператори приведення типів const_cast, static_cast, dynamic_cast, та reinterpret_cast, які в таблиці не подані задля скорочення. Форматування цих операторів означає, що рівень їх пріоритету не є важливим.
Більшість операторів C та C++ також використовуються у мовах C#, Java, Perl, та PHP з тими самими пріоритетом, асоціативністю та семантикою.

## Таблиця
В даній таблиці символи a, b, та c - це будь-які значення (літерали, значення змінних, або повернені значення), імена об'єктів або інші значення, що мають адресу.
"Можливість перевантаження" означає, що даний оператор може бути перевантажений засобами C++, але не у мові С, оскільки вона не підтримує перевантаження операторів.
"Присутній у C" означає що даний оператор існує і має семантичний зміст у мові C.

### Арифметичні оператори
| Ім'я оператора                   | Ім'я оператора                   | Синтаксис | Можливість перевантаження | Присутній у C | Приклади прототипів (T будь-якого типу)                                                                           | Приклади прототипів (T будь-якого типу) |
| Ім'я оператора                   | Ім'я оператора                   | Синтаксис | Можливість перевантаження | Присутній у C | Як член класу T                                                                                                   | Поза описом класу                       |
| -------------------------------- | -------------------------------- | --------- | ------------------------- | ------------- | --- | --------------------------------------- |
| Присвоєння                       | Присвоєння                       | a = b     | Так                       | Так           | T& T::operator =(const T& b);                                                                                     | Н/Д                                     |
| Додавання                        | Додавання                        | a + b     | Так                       | Так           | T ::operator +(const T& b) const;                                                                                 | T operator +(const T& a, const T& b);   |
| Віднімання                       | Віднімання                       | a - b     | Так                       | Так           | T ::operator -(const T& b) const;                                                                                 | T operator -(const T& a, const T& b);   |
| Унарний плюс (integer promotion) | Унарний плюс (integer promotion) | +a        | Так                       | Так           | T ::operator +() const;                                                                                           | T operator +(const T& a);               |
| Унарний мінус (additive inverse) | Унарний мінус (additive inverse) | -a        | Так                       | Так           | T ::operator -() const;                                                                                           | T operator -(const T& a);               |
| Множення                         | Множення                         | a * b     | Так                       | Так           | T ::operator *(const T& b) const;                                                                                 | T operator *(const T& a, const T& b);   |
| Ділення                          | Ділення                          | a / b     | Так                       | Так           | T ::operator /(const T& b) const;                                                                                 | T operator /(const T& a, const T& b);   |
| Остача від ділення               | Остача від ділення               | a % b     | Так                       | Так           | T ::operator %(const T& b) const;                                                                                 | T operator %(const T& a, const T& b);   |
| Інкремент                        | у вигляді префіксу               | ++a       | Так                       | Так           | T& T::operator ++();                                                                                              | T& operator ++(T& a);                   |
| Інкремент                        | у вигляді суфіксу                | a++       | Так                       | Так           | T ::operator ++(int);                                                                                             | T operator ++(T& a, int);               |
| Інкремент                        | у вигляді суфіксу                | a++       | Так                       | Так           | Примітка: C++ використовує фіктивний параметр int для вирізнення префіксного та суфіксного операторів інкременту. |                                         |
| Декремент                        | у вигляді префіксу               | --a       | Так                       | Так           | T& T::operator --();                                                                                              | T& operator --(T& a);                   |
| Декремент                        | у вигляді суфіксу                | a--       | Так                       | Так           | T ::operator --(int);                                                                                             | T operator --(T& a, int);               |
| Декремент                        | у вигляді суфіксу                | a--       | Так                       | Так           | Примітка: C++ використовує фіктивний параметр int для вирізнення префіксного та суфіксного операторів декременту. |                                         |

### Оператори порівняння/відношення
| Оператор name       | Оператор name       | Синтаксис | Можливість перевантаження | Присутній у C | Приклади прототипів (T будь-якого типу) | Приклади прототипів (T будь-якого типу)   |
| Оператор name       | Оператор name       | Синтаксис | Можливість перевантаження | Присутній у C | Як член класу T                         | Поза описом класу                         |
| ------------------- | ------------------- | --------- | ------------------------- | ------------- | --------------------------------------- | ----------------------------------------- |
| Дорівнює            | Дорівнює            | a == b    | Так                       | Так           | bool T::operator ==(const T& b) const;  | bool operator ==(const T& a, const T& b); |
| Не дорівнює         | Не дорівнює         | a != b    | Так                       | Так           | bool T::operator !=(const T& b) const;  | bool operator !=(const T& a, const T& b); |
| Більше              | Більше              | a > b     | Так                       | Так           | bool T::operator >(const T& b) const;   | bool operator >(const T& a, const T& b);  |
| Менше               | Менше               | a < b     | Так                       | Так           | bool T::operator <(const T& b) const;   | bool operator <(const T& a, const T& b);  |
| Більше або дорівнює | Більше або дорівнює | a >= b    | Так                       | Так           | bool T::operator >=(const T& b) const;  | bool operator >=(const T& a, const T& b); |
| Менше або дорівнює  | Менше або дорівнює  | a <= b    | Так                       | Так           | bool T::operator <=(const T& b) const;  | bool operator <=(const T& a, const T& b); |

### Логічні оператори
| Ім'я оператора           | Ім'я оператора           | Синтаксис | Можливість перевантаження | Присутній у C | Приклади прототипів (T будь-якого типу)  | Приклади прототипів (T будь-якого типу)     |
| Ім'я оператора           | Ім'я оператора           | Синтаксис | Можливість перевантаження | Присутній у C | Як член класу T                          | Поза описом класу                           |
| ------------------------ | ------------------------ | --------- | ------------------------- | ------------- | ---------------------------------------- | ------------------------------------------- |
| Логічне заперечення (НЕ) | Логічне заперечення (НЕ) | !a        | Так                       | Так           | bool T::operator !() const;              | bool operator !(const T& a);                |
| Логічне І                | Логічне І                | a & b     | Так                       | Так           | bool T::operator &&(const T& b) const;   | bool operator &&(const T& a, const T& b);   |
| Логічне АБО              | Логічне АБО              | a \|\| b  | Так                       | Так           | bool T::operator \|\|(const T& b) const; | bool operator \|\|(const T& a, const T& b); |

### Побітові оператори
| Ім'я оператора          | Ім'я оператора          | Синтаксис | Можливість перевантаження | Присутній у C | Приклади прототипів (T будь-якого типу) | Приклади прототипів (T будь-якого типу) |
| Ім'я оператора          | Ім'я оператора          | Синтаксис | Можливість перевантаження | Присутній у C | Як член класу T                         | Поза описом класу                       |
| ----------------------- | ----------------------- | --------- | ------------------------- | ------------- | --------------------------------------- | --------------------------------------- |
| Побітове НЕ             | Побітове НЕ             | ~a        | Так                       | Так           | T ::operator ~() const;                 | T operator ~(const T& a);               |
| Побітове І              | Побітове І              | a & b     | Так                       | Так           | T ::operator &(const T& b) const;       | T operator &(const T& a, const T& b);   |
| Побітове АБО            | Побітове АБО            | a \| b    | Так                       | Так           | T ::operator \|(const T& b) const;      | T operator \|(const T& a, const T& b);  |
| Побітове виключаюче АБО | Побітове виключаюче АБО | a ^ b     | Так                       | Так           | T ::operator ^(const T& b) const;       | T operator ^(const T& a, const T& b);   |
| Побітовий зсув вліво    | Побітовий зсув вліво    | a << b    | Так                       | Так           | T ::operator <<(const T& b) const;      | T operator <<(const T& a, const T& b);  |
| Побітовий зсув вправо   | Побітовий зсув вправо   | a >> b    | Так                       | Так           | T ::operator >>(const T& b) const;      | T operator >>(const T& a, const T& b);  |

### Складені оператори присвоєння
| Ім'я оператора                        | Ім'я оператора                        | Синтаксис | Сенс       | Можливість перевантаження | Присутній у C | Приклади прототипів (T будь-якого типу) | Приклади прототипів (T будь-якого типу) |
| Ім'я оператора                        | Ім'я оператора                        | Синтаксис | Сенс       | Можливість перевантаження | Присутній у C | Як член класу T                         | Поза описом класу                       |
| ------------------------------------- | ------------------------------------- | --------- | ---------- | ------------------------- | ------------- | --------------------------------------- | --------------------------------------- |
| Додавання з присвоєнням               | Додавання з присвоєнням               | a += b    | a = a + b  | Так                       | Так           | T& T::operator +=(const T& b);          | T& operator +=(T& a, const T& b);       |
| Віднімання з присвоєнням              | Віднімання з присвоєнням              | a -= b    | a = a - b  | Так                       | Так           | T& T::operator -=(const T& b);          | T& operator -=(T& a, const T& b);       |
| Множення з присвоєнням                | Множення з присвоєнням                | a *= b    | a = a * b  | Так                       | Так           | T& T::operator *=(const T& b);          | T& operator *=(T& a, const T& b);       |
| Ділення з присвоєнням                 | Ділення з присвоєнням                 | a /= b    | a = a / b  | Так                       | Так           | T& T::operator /=(const T& b);          | T& operator /=(T& a, const T& b);       |
| Отримання остачі з присвоєнням        | Отримання остачі з присвоєнням        | a %= b    | a = a % b  | Так                       | Так           | T& T::operator %=(const T& b);          | T& operator %=(T& a, const T& b);       |
| Побітове І з присвоєнням              | Побітове І з присвоєнням              | a &= b    | a = a & b  | Так                       | Так           | T& T::operator &=(const T& b);          | T& operator &=(T& a, const T& b);       |
| Побітове АБО з присвоєнням            | Побітове АБО з присвоєнням            | a \|= b   | a = a \| b | Так                       | Так           | T& T::operator \|=(const T& b);         | T& operator \|=(T& a, const T& b);      |
| Побітове виключаюче АБО з присвоєнням | Побітове виключаюче АБО з присвоєнням | a ^= b    | a = a ^ b  | Так                       | Так           | T& T::operator ^=(const T& b);          | T& operator ^=(T& a, const T& b);       |
| Побітовий зсув вліво з присвоєнням    | Побітовий зсув вліво з присвоєнням    | a <<= b   | a = a << b | Так                       | Так           | T& T::operator <<=(const T& b);         | T& operator <<=(T& a, const T& b);      |
| Побітовий зсув вправо з присвоєнням   | Побітовий зсув вправо з присвоєнням   | a >>= b   | a = a >> b | Так                       | Так           | T& T::operator >>=(const T& b);         | T& operator >>=(T& a, const T& b);      |

### Операції із вказівниками та членами
| Ім'я оператора                                                  | Ім'я оператора                                                  | Синтаксис | Можливість перевантаження | Присутній у C | Приклади прототипів (T, T2 та R будь-якого типу) | Приклади прототипів (T, T2 та R будь-якого типу) |
| Ім'я оператора                                                  | Ім'я оператора                                                  | Синтаксис | Можливість перевантаження | Присутній у C | Як член класу T                                  | Поза описом класу                                |
| --------------------------------------------------------------- | --------------------------------------------------------------- | --------- | ------------------------- | ------------- | ------------------------------------------------ | ------------------------------------------------ |
| Індексація масиву                                               | Індексація масиву                                               | a[b]      | Так                       | Так           | R& T::operator [](const T2& b);                  | Н/Д                                              |
| Розіменування покажчика ("на об'єкт вказує a")                  | Розіменування покажчика ("на об'єкт вказує a")                  | *a        | Так                       | Так           | R& T::operator *();                              | R& operator *(T& a);                             |
| Вказівник ("отримання адреси змінної a")                        | Вказівник ("отримання адреси змінної a")                        | &a        | Так                       | Так           | T* T::operator &();                              | T* operator &(T& a);                             |
| Розкриття посилання на структуру ("на член b об'єкту вказує a") | Розкриття посилання на структуру ("на член b об'єкту вказує a") | a->b      | Так                       | Так           | R* T::operator ->();                             | Н/Д                                              |
| Посилання на структуру ("член b об'єкта a")                     | Посилання на структуру ("член b об'єкта a")                     | a.b       | Ні                        | Так           | Н/Д                                              | Н/Д                                              |
| На член вказує b що належить об'єкту на який вказує a           | На член вказує b що належить об'єкту на який вказує a           | a->*b     | Так                       | Ні            | R T::operator->*(R);                             | R operator->*(T, R);                             |
| На член вказує b що належить об'єкту a                          | На член вказує b що належить об'єкту a                          | a.*b      | Ні                        | Ні            | Н/Д                                              | Н/Д                                              |

### Інші оператори
| Ім'я оператора                 | Ім'я оператора                 | Синтаксис                       | Можливість перевантаження | Присутній у C | Приклади прототипів (T, R, Arg1 та Arg2 будь-якого типу)                                                                      | Приклади прототипів (T, R, Arg1 та Arg2 будь-якого типу) |
| Ім'я оператора                 | Ім'я оператора                 | Синтаксис                       | Можливість перевантаження | Присутній у C | Як член класу T | Поза описом класу                                        |
| ------------------------------ | ------------------------------ | ------------------------------- | ------------------------- | ------------- | --- | -------------------------------------------------------- |
| Виклик Функції Дивись Функтор. | Виклик Функції Дивись Функтор. | a(a1, a2)                       | Так                       | Так           | R T::operator ()(Arg1 a1, Arg2 a2, …);                                                                                        | Н/Д                                                      |
| Кома                           | Кома                           | a, b                            | Так                       | Так           | R& T::operator ,(R& b) const;                                                                                                 | R& operator ,(const T& a, R& b);                         |
| Тернарний умовний оператор     | Тернарний умовний оператор     | a ? b : c                       | Ні                        | Так           | Н/Д | Н/Д                                                      |
| Розширення області дії         | Розширення області дії         | a::b                            | Ні                        | Ні            | Н/Д | Н/Д                                                      |
| Отримання розміру              | Отримання розміру              | sizeof(a) sizeof(type)          | Ні                        | Так           | Н/Д | Н/Д                                                      |
| Отримання вирівнювання         | Отримання вирівнювання         | alignof(type) or _Alignof(type) | Ні                        | Так           | Н/Д | Н/Д                                                      |
| Ідентифікація типу             | Ідентифікація типу             | typeid(a) typeid(type)          | Ні                        | Ні            | Н/Д | Н/Д                                                      |
| Приведення типу                | Приведення типу                | (type) a                        | Так                       | Так           | T::operator R() const; | Н/Д                                                      |
| Приведення типу                | Приведення типу                | (type) a                        | Так                       | Так           | Примітка: для перетворень, які є визначені користувачем, тип що повертається повинен обов'язково збігатися з ім'ям оператора. |                                                          |
| Виділення пам'яті              | Виділення пам'яті              | new type                        | Так                       | Ні            | void* T::operator new(size_t x);                                                                                              | void* operator new(size_t x);                            |
| Виділення пам'яті під масив    | Виділення пам'яті під масив    | new type[n]                     | Так                       | Ні            | void* T::operator new[](size_t x);                                                                                            | void* operator new[](size_t x);                          |
| Вивільнення пам'яті            | Вивільнення пам'яті            | delete a                        | Так                       | Ні            | void T::operator delete(void* x);                                                                                             | void operator delete(void* x);                           |
| Вивільнення пам'яті масиву     | Вивільнення пам'яті масиву     | delete[] a                      | Так                       | Ні            | void T::operator delete[](void* x);                                                                                           | void operator delete[](void* x);                         |

Примітки:
1. ↑  Оператор отримання остачі працює лише з цілочисельними операндами, для чисел з рухомою комою має бути застосована відповідна бібліотечна функція (наприклад fmod).
2. 1 2  В контексті потоків введення/виведення бібліотеки iostream, автори часто називають оператори << та >> як “вставити в” або "внесення в потік" та “взяти з” або "винесення з потоку", відповідно.
3. 1 2  Відповідно до стандарту C99, зсув вправо від'ємного числа залежить від його конкретної реалізації. У більшості реалізацій застосовується арифметичний зсув, але можливим є і логічний зсув.
4. ↑  Приклад можна знайти у "Implementing operator->* for Smart Pointers" 
by Scott Meyers.
5. 1 2  
У випадку, коли оператор ->* працює за замовчуванням, параметр R буде методом-покажчиком на метод класу Т і повернене значення нагадуватиме деякий функтор, що готовий до виклику з параметрами методу (і тільки ними).
6. ↑  При визначенні розміру змінної, круглі дужки не обов'язкові, вони потрібні лише при визначенні розміру типу даних. Однак, зазвичай, вони все одно вживаються.
7. ↑  У мові C++ визначено оператор alignof, тоді як у C _Alignof. Обидва оператори мають однакову семантику.

## Пріоритет операторів
У наступній таблиці вказано пріоритет та асоціативність усіх операторів мов C та C++ (якщо будь-який з вказаних операторів існує в мовах Java, Perl, PHP або інший сучасних мовах, його пріоритет, скоріш за все, буде таким самим). Оператори вказані в порядку зниження пріоритету зверху вниз. Зниження пріоритету відноситься до пріоритету обчислень. В процесі обчислення виразу, оператор вказаний у певному рядку таблиці, буде обчислений раніше за оператор, вказаний у будь-якому нижчому за нього рядку. Оператори, вказані в одній комірці, обчислюються з однаковим пріоритетом в порядку їх запису у виразі. При перевантаженні, пріоритет оператора не змінюється.
Синтакс виразів у мовах C та C++ визначається контекстно-вільною граматикою. Наведена вище таблиця отримана на основі граматики.
Слід зазначити, що в деяких випадках таблиця пріоритетів на працює. Наприклад, тернарний умовний оператор дозволяє використовувати як свій середній операнд будь-який довільний вираз, попри те, що за таблицею його пріоритет вищий, ніж у операторів присвоєння та коми. Таким чином вираз a ? b , c : d інтерпретується саме як a ? (b, c) : d, а не (a ? b), (c : d) (що не мало б сенсу). Крім того, слід зазначити, що безпосередній результат виразу, який перетворює типи, не може бути операндом sizeof. Тому, sizeof (int) * x інтерпретується як (sizeof(int)) * x, а не sizeof ((int) *x).
| Пріоритет  | Оператор         | Опис                                                        | Асоціативність |
| ---------- | ---------------- | ----------------------------------------------------------- | -------------- |
| 1 найвищий | ::               | Розширення області дії (тільки для C++)                     | Зліва направо  |
| 2          | ++               | Інкремент у вигляді суфікса                                 | Зліва направо  |
| 2          | --               | Декремент у вигляді суфікса                                 | Зліва направо  |
| 2          | ()               | Виклик функції                                              | Зліва направо  |
| 2          | []               | Індексація масиву                                           | Зліва направо  |
| 2          | .                | Вибір елементу через посилання                              | Зліва направо  |
| 2          | ->               | Вибір елементу через покажчик                               | Зліва направо  |
| 2          | typeid()         | Визначення типу в процесі виконання програми (тільки у С++) | Зліва направо  |
| 2          | const_cast       | Перетворення типів (тільки у C++)                           | Зліва направо  |
| 2          | dynamic_cast     | Перетворення типів (тільки у C++)                           | Зліва направо  |
| 2          | reinterpret_cast | Перетворення типів (тільки у C++)                           | Зліва направо  |
| 2          | static_cast      | Перетворення типів (тільки у C++)                           | Зліва направо  |
| 3          | ++               | Інкремент у вигляді префіксу                                | Справа наліво  |
| 3          | --               | Декремент у вигляді префіксу                                | Справа наліво  |
| 3          | +                | Унарний плюс                                                | Справа наліво  |
| 3          | -                | Унарний мінус                                               | Справа наліво  |
| 3          | !                | Логічне НЕ                                                  | Справа наліво  |
| 3          | ~                | Побітове НЕ                                                 | Справа наліво  |
| 3          | (type)           | Перетворення типів                                          | Справа наліво  |
| 3          | *                | Розіменування                                               | Справа наліво  |
| 3          | &                | Отримання адреси                                            | Справа наліво  |
| 3          | sizeof           | Отримання розміру                                           | Справа наліво  |
| 3          | new, new[]       | Динамічне виділення пам'яті (тільки у C++)                  | Справа наліво  |
| 3          | delete, delete[] | Динамічне вивільнення пам'яті (тільки у C++)                | Справа наліво  |
| 4          | .*               | Вказівник на член (тільки у C++)                            | Зліва направо  |
| 4          | ->*              | Вказівник на член (тільки у C++)                            | Зліва направо  |
| 5          | *                | Множення                                                    | Зліва направо  |
| 5          | /                | Ділення                                                     | Зліва направо  |
| 5          | %                | Отримання остачі від ділення                                | Зліва направо  |
| 6          | +                | Додавання                                                   | Зліва направо  |
| 6          | -                | Віднімання                                                  | Зліва направо  |
| 7          | <                | Побітовий зсув вліво                                        | Зліва направо  |
| 7          | >                | Побітовий зсув вправо                                       | Зліва направо  |
| 8          | <                | Менше                                                       | Зліва направо  |
| 8          | <=               | Менше або дорівнює                                          | Зліва направо  |
| 8          | >                | Більше                                                      | Зліва направо  |
| 8          | >=               | Більше або дорівнює                                         | Зліва направо  |
| 9          | ==               | Дорівнює                                                    | Зліва направо  |
| 9          | !=               | Не дорівнює                                                 | Зліва направо  |
| 10         | &                | Побітове І                                                  | Зліва направо  |
| 11         | ^                | Побітове виключне АБО                                       | Зліва направо  |
| 12         | \|               | Побітове АБО                                                | Зліва направо  |
| 13         | &                | Логічне І                                                   | Зліва направо  |
| 14         | \|\|             | Логічне АБО                                                 | Зліва направо  |
| 15         | ?:               | Тернарний умовний оператор                                  | Справа наліво  |
| 16         | =                | Пряме присвоєння                                            | Справа наліво  |
| 16         | +=               | Присвоєння суми                                             | Справа наліво  |
| 16         | -=               | Присвоєння різниці                                          | Справа наліво  |
| 16         | *=               | Присвоєння добутку                                          | Справа наліво  |
| 16         | /=               | Присвоєння частки                                           | Справа наліво  |
| 16         | %=               | Присвоєння остачі                                           | Справа наліво  |
| 16         | <=               | Присвоєння побітового зсуву вліво                           | Справа наліво  |
| 16         | >=               | Присвоєння побітового зсуву вправо                          | Справа наліво  |
| 16         | &=               | Присвоєння побітового І                                     | Справа наліво  |
| 16         | ^=               | Присвоєння побітового виключного АБО                        | Справа наліво  |
| 16         | \|=              | Присвоєння побітового АБО                                   | Справа наліво  |
| 17         | throw            | Створення тестової помилки (винятку) (тільки у C++)         |                |
| 18         | ,                | Кома                                                        | Зліва направо  |

### Примітки

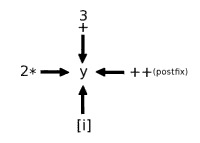
Пріоритет та поєднання

### Синоніми операторів C++
C++ визначає
набір ключових слів, які можуть діяти як псевдоніми деяких операторів: and (&&), bitand (&), and_eq (&=), or (||), bitor (|), or_eq (|=), xor (^), xor_eq (^=), not (!), not_eq (!=), compl (~). Їх можна використовувати тим самим чином як і ті символи, які вони замінюють, оскільки псевдонім це не тільки той самий оператор, але під іншим ім'ям, але скоріше це є текстовий еквівалент імені відповідного оператора. Наприклад, bitand можна використати для заміни не тільки побітового оператора але і оператора отримання адреси і навіть використати для вказання типів посилань (наприклад:  int bitand ref = n;  замість  int &ref = n; ).
Специфікація ANSI для мови C резервує ці ключові слова як макроси препроцесора у заголовному файлі iso646.h. З метою збереження сумісності із C, у мові C++ передбачено заголовний файл ciso646, додавання якого не дає жодного ефекту.

## Зовнішні посилання
- C++ Operators
- Prefix vs. Suffix operators in C and C++